# Motor W8
Em engenharia Mecânica, motor W8 é uma configuração de motor a explosão de oito cilindros distribuídos em quatro fileiras de dois cilindros cada.
O motor W8, originariamente desenvolvido pela Volkswagen, é semelhante a um motor V8, porém formado pela junção de dois motores VR4 com ângulo de 15° montados em um "V maior" de 72°. Com formato aproximadamente quadrado, o desenvolvimento deste motor permitiu montá-lo em veículos onde o habitáculo do motor permitia alojar somente um motor V6.
O W8 da Volkswagen foi montado no Volkswagen Passat (B5.5) de setembro de 2001 a setembro de 2004, como um automóvel "premium" da marca, contudo as vendas foram muito baixas, com aproximadamente 10 mil veículos vendidos. Posteriormente este segmento de mercado foi ocupado pelo Volkswagen Phaeton.